# オレゴン国立霊長類研究センター
オレゴン国立霊長類研究センター（-こくりつれいちょうるいけんきゅう-, Oregon National Primate Research Center, ONPRC）は、アメリカ合衆国の連邦支援による7施設の国立霊長類研究センターの一つ。1998年からオレゴン健康科学大学と提携を組んでいる。
オレゴン州ポートランドの西方、ビーバートンに350エーカーの敷地を構える。元々はオレゴン地方霊長類研究センター（Oregon Regional Primate Research Center, ORPRC）として知られ、国立衛生研究所によって設立された最初の霊長類研究センターだった。
オレゴン国立霊長類研究センターは（アカゲザル、ニホンザル、ミドリザル、ヒヒ、カニクイザルから構成される）サルのコロニーを育てている。その数は2006年現在、3,600を超え、基礎および応用生物医学研究の名のもと、受精率、初期胚発生、メスの健康、脳の発達と変性、およびエイズ関連物質を中心とした新出現ウイルスなどの研究を行っている。